# Parahat
Parahat o Porahat fou un estat tributari protegit (confiscat el 1858 per les autoritats britàniques i esdevingut més tard zamindari) al districte de Singhbhum, a Chhota Nagpur, actualment al Jharkhand, amb una superfície de 2.049 km² i una població el 1872 de 54.374 habitants en 380 pobles; la població era la meitat hindú i la meitat animista. Ja no apareix al cens de 1881. El 1901 la superfície consta com 2.106 km² o 1331 km² i a més les dependències. La major part és muntanyós i cobert en gran part amb bosc.
L'origen dels sobirans de Parahat, antigament rages de Singhbhum, té dos tradicions diferents: una d'origen aborigen que diu que el fundador fou un infant descobert abandonat en un forat d'un arbre per un cap bhuiya; el noi va arribar a cap del poble i va ser adorador de Pauri o Pahciri Devi, una peculiar divinitat bhuiya corresponent a Thakurani Mai dels bhuiyes a Keunjhar. L'altra tradició defensada per la família reial és que eren rathors rajputs kshattriyes de pura sang i que el primer de la nissaga, un kadambansi rajput procedent de Marwar, va passar pel país anant de pelegrinatge a la capella de Jagannath a Puri, i fou escollit pel poble com a raja; temps després un conflicte entre els bhuiyes de Singhbhum oriental i els larka kols del Kolhan central, el raja es va unir als kols, va derrotar els bhuiyes i va assolir la sobirania sobre les dues tribus. Una tercera versió és que eren descendents d'un oficial de l'exèrcit de Man Singh (1589 a 1606) enviat a Bengala en temps de la rebel·lió de Dawud Khan Kararani.
En tot cas el districte de Singhbhum fou governat per una sola família de rages. Els estats de Saraikela i Kharsawan van quedar separats del domini original com a parts assignades a membres júnior de la nissaga reial i els sobirans de Saraikela van estendre gradualment el seu poder fins a esdevenir rivals seriosos del cap de família amb seu a Porahat. Aquest darrer es va acabar salvant de la conquesta del país pels marathes mercès la natura rocosa del país i el seu sòl estèril. Encara era independent el 1818 quan el seu raja Gansham o Ghanasyam Singh Deo es va sotmetre voluntàriament als britànics amb la condició de ser reconegut senyor feudal del raja de Saraikala (sobirania establerta sobre un ancestre, Vikram Singh de Saraikela que havia regnat temps abans i sobre Babu Chaitan Singh de Kharsawan; també va reclamar la devolució d'una imatge religiosa que havia caigut en mans de Babu Vikram Singh de Saraikala; i finalment ajut en la lluita contra la tribu dels larka kols o hos. El govern britànic va rebutjar aquestes pretensions però va acceptar rebre només un tribut nominal de 101 lliures i no interferir en els afers interns. Els estats veïns de Saraikala i Kharsawan que lindaven amb els Jungle Mahals de Bengala ja havien signat acords per la devolució de fugitius el 1793; però Parahat estava més a l'oest i abans del 1818 no hi havia hagut cap contacte. El febrer de 1820 es va signar un nou tractat i similars acors es van fer amb Saraikela i Kharsawan; però el cert és que el tribut mai no fou pagat tot i que sovint els rages van demanar contingents militars per suprimir disturbis. El 1823 el raja de Parahat va recuperar l'ídol que reclamava del raja de Saraikela, mercès a una orde del govern britànic. Progressivament va caure en la pobresa i el 1837 va haver de rebre una pensió de 500 rúpies a canvi de les pèrdues produïdes per l'annexió britànica del Kolhan. El 1857 Arjun Singh, el darrer raja de Parahat, després d'entregar el govern als amotinats de Chaibasa es va unir a la revolta; sentenciat a empresonament de per vida a Benarés, l'estat fou confiscat i annexionat (1858). Alguns territoris van ser entregats als rages lleials de Saraikela i Kharsawan, i terres a algunes persones que havien ajudat durant el motí. La resta, a la mort d'Arjun Singh el 1895 fou entregat al seu nebot Napat Singh en forma hereditaria, com a zamindari lliure de renda, amb Anandpur i Kera, territoris cedits a membres júniors de la família, com a dependència (els zamindars li havien de pagar una renda a Porahat). Narpat Singh va rebre també el dret de successssió en aquestos dos territoris en cas d'extinció de la nissaga respectiva. Bandgaon i Chainpur eren també zamindaris amb renda fixada a perpetuïtat.

## Llista de rages
- Arjun Singh III
- Amar Singh ?-1767
- Jagannath Singh IV 1767-?
- Harihar Singh
- Raghubar Singh ?-1818
- Ghanashyam Singh 1818-?
- Achuta Singh II
- Chakradhar Singh ?-1839
- Arjun Singh IV 1839-1858